# Кристофер Лаш
Роберт Кристофер Лаш (Омахо, 1. јун 1932 — Питсфорд, 14. фебруар 1994) је био амерички историчар, моралиста, друштвени критичар и професор историје на Универзитету у Рочестеру. 
Лаш је кроз знања из области историје желео да скрене пажњу америчког народа на начине на које водеће јавне и приватне институције доприносе слабљењу породица и заједница. Тежио је ка стварању историјски утемељене социјалне критике која ће Американце научити како да изађу на крај са конзумеризмом, пролетаријатом и оним што је популарно означио као „култура нарцизма”.
О његовим књигама, укључујући Нови радикализам у Америци (1965), Уточиште у бездушном свету (1977), Култура нарцизма (1979), Један једини и прави рај (1991), Побуна елита и издаја демократије (постхумно објављена 1996), се нашироко расправља. Његово најпознатије дело је Култура нарцизма, које је постало бестселер и освојило Националну награду за најбољу књигу у категорији „Актуелних интересовања”.
Лаш је познат као критичар модерног либерализма и као историчар незадовољстава узрокованих њиме, али је током времена мењао своју политичку перспективу. Током 60-их, био је неомарксиста и оштар критичар хладноратовског либерализма. Током 70-их је подржавао поједине аспекте културног конзервативизма са левичарском критиком капитализма и из Фројдове критичке теорије је црпео идеје о, како је он то видео, дуготрајном суноврату америчке културе и политике. Његове идеје су често наилазиле на отпор код феминисткиња, али су биле врло популарне код конзервативаца.
Касније је закључио да је често прећуткивана, али широко распрострањена вера у идеју „Прогреса“ разлог због којег његове идеје нису имале већи одјек у друштву. Ову тезу је даље развијао у својим последњим великим радовима, сматрајући да Американци могу много тога да науче од потиснутих и несхваћених популистичких и уметничких покрета из деветнаестог и раног 20. века.

## Биографија
Рођен 1. јуна 1932. у Омахи, Небраска, Лаш је потицао из политички изразито левичарске породице. Његов отац, Роберт Лаш је био постдипломски награђиван студент и новинар; у Сент Луису је освојио Пулицерову награду за уредништва у којима је критиковао рат у Вијетнаму. Зора Лаш (рођена Шауп), његова мајка која је имала докторат из филозофије је радила као социјални радник и учитељица.
Лаш је био уметнички и литерарно активан; објављивао је новине о дешавањима у свом комшилуку током основне школе и у целости преписао оркестрирану оперу „Рамплстилскин у Д-молу“ са 13 година.

### Каријера
Лаш је студирао на Универзитету у Харварду, где је био цимер Џону Апдајку, и на Колумбија Универзитету, где је радио са Вилијамом Лухтенбургом. Ричард Хофштадер је значајно утицао на њега и Лаш је написао уводну реч за каснија издања Хофштадерове Америчке политичке традиције, као и чланак о Хофштадеру у Њујоршком књижевном прегледу 1973. године. Предавао је на Универзитету у Ајови, а касније је био професор историје на Универзитету у Рочестеру све до своје смрти 1994. године. Лаш је имао и видљиву улогу у јавности. Расел Џејкоби је за њега написао: „Мислим да се ниједан историчар из његове генерације није у тој мери ангажовао у јавном животу“. Године 1984. се појавио на телевизијском Каналу 4 у дискусији са Мајклом Игнатифом и Корнелијусом Касторијадисом.
Током 60-их, Лаш се изјашњавао као социјалиста, а своју инспирацију није проналазио само у радовима Чарлса Рајта Милса, већ и у радовима који су му претходили, као што су они од Двајта Макдоналда. Лаш је касније био под утицајем радова Франкфуртске школе и првих издања Прегледа Нове Левице и изјавио да је марксизам од кључног значаја за њега. Међутим, током 70-их је одбацио левичарску веру у идеју прогреса - теми о којој је касније писао његов студент Дејвид Ноубл – и ту идеју је касније видео као узрок неуспеха левице, упркос растућем незадовољству и конфликтима који су обележили тај период.
У том периоду, почела је да се рађа идеја која је обележила Лашеву каснију друштвену критику: синкретичку синтезу Сигмунда Фројда и елемента друштвено конзервативне мисли која је била врло критички настројена према капитализму и његовим утицајима на традиционалне институције.
Поред Лухтенбурга, Хофштадера и Фројда, на Лаша су нарочито утицали Орестес Браунсон, Хенри Џорџ, Луис Мамфорд, Жак Елул, Рајнхолд Нибур и Филип Риф. Група значајних студената је са њим сарађивала на Универзитету у Рочестеру као што су Еуген Ђеновес, и привремено, Херберт Гутман, Леон Финк, Расел Џејкоби, Брус Левин, Дејвид Ноубл, Морис Изерман, Вилијам Лич, Рошел Герштајн, Кевин Матсон и Кетрин Тамбер.

### Смрт
Након наизглед успешне операције канцера 1992. године, Лашу је годину дана касније дијагностикован канцер у метастази. Сазнавши да су шансе за продужење његовог живота мале, одбио је хемотерапију, сматрајући да ће му то одузети неопходну енергију за писање и предавање. Једном врло упорном доктору специјалисти је написао: „Презирем кукавичку жељу за животом зарад живота самог, које је, изгледа, дубоко укорењено у амерички темперамент.“ Лаш је подлегао болести у свом дому у Питсфорду, Њујорк, 14. фебруара 1994. у 63. години живота.

## Идеје

### Култура нарцизма
У свом најпознатијем делу, Култура нарцизма: Амерички живот у време ишчезавајућих очекивања (1979) Лаш је покушао да хегемонију модерног капитализма доведе у везу са укорењивањем „терапијског“ начина мишљења у друштвени и породични живот, као што је то чинио Филип Риф. Лаш је сматрао да је друштвени развој 20. века (нарочито Други светски рат и раст потрошачке културе у времену које следи), довео до успона нарцистичке структуре личности, у којој је поимање људи као слабих и ломљивих довело до, између осталог, страха од везивања и дуготрајних веза (укључујући и религијске), страха од процеса старења (пример „култ младости“ током 60-их и 70-их) и претераним интересовањем за славу и познате личности (у почетку негованим кроз индустрију покретних слика, а касније углавном кроз телевизију). Даље је тврдио да се овај тип личности прилагодио структурним променама у свету посла (слабљењу агрикултуре и мануфактуре у САД и појавом информационог друштва). Сматрао је да је таквим културним развојем терапијски сензибилитет неизбежно ојачао (а са њим и зависност од њега) који је, с намером или не, подрио старије технике самопомоћи и личне иницијативе. До 70-их су чак и захтеви за индивидуализмом постали очајни и суштински неуспели крици који су изражавали дубински недостатак смисла.

## Књиге
- -{1962: The American Liberals and the Russian Revolution.
- 1965: The New Radicalism in America 1889-1963: The Intellectual As a Social Type.
- 1969: The Agony of the American Left.
- 1973: The World of Nations.
- 1977: Haven in a Heartless World: The Family Besieged.
- 1979: The Culture of Narcissism: American Life in an Age of Diminishing Expectations.
- 1984: The Minimal Self: Psychic Survival in Troubled Times.
- 1991: The True and Only Heaven: Progress and Its Critics.
- 1994: Lasch, Christopher (17. 1. 1996). The Revolt of the Elites: And the Betrayal of Democracy. W. W. Norton & Company. ISBN 978-0-393-31371-0.
- 1997: Women and the Common Life: Love, Marriage, and Feminism.
- 2002: Plain Style: A Guide to Written English.}-